# Rhodolaena humblotii
Rhodolaena humblotii är en tvåhjärtbladig växtart som beskrevs av Henri Ernest Baillon. Rhodolaena humblotii ingår i släktet Rhodolaena och familjen Sarcolaenaceae. Inga underarter finns listade i Catalogue of Life.